# Bani Bangou
Bani Bangou – miasto w Nigrze, w regionie Tillabéri, w departamencie Ouallam.